# Encore une fois avant de se quitter
Pour plus de détails, voir Fiche technique et Distribution.
Encore une fois avant de se quitter (Ancora una volta prima di lasciarci) est un film érotique italien réalisé par Giuliano Biagetti et sorti en 1973.

## Synopsis
Deux époux, dont le mariage s'est effondré, se remémorent des scènes et des épisodes de leur vie de couple lors d'une dernière rencontre. C'est l'occasion d'avouer leurs déceptions mutuelles et d'être enfin honnêtes.

## Fiche technique
- Titre français : Encore une fois avant de se quitter[1]
- Titre original italien : Ancora una volta prima di lasciarci ou Conoscenza matrimoniale[2]
- Réalisation : Giuliano Biagetti
- Scénario : Giuliano Biagetti
- Photographie : Anton Giulio Borghesi
- Montage : Alberto Moriani (it)
- Musique : Berto Pisano
- Décors : Franco Bottari
- Production : Enzo Del Punta
- Société de production : Bi. Pa. Cinematografica
- Pays de production :  Italie
- Langue originale : italien
- Format : couleurs
- Genre : film érotique
- Durée : 95 minutes
- Dates de sortie : 
  - Italie : 16 février 1973 (Milan)
  - France : 28 novembre 1979 (Marseille)

## Distribution
- Barbara Bouchet : Luisa
- Corrado Pani : Giorgio
- Franco Fabrizi : Marco
- Olga Bisera : Marta
- Antonella Santilli : Dr. Carli
- Barbara Pilavin :
- Eugene Walter : M. Macpherson
- Stella Carnacina : Barbie Macpherson
- Donato Castellaneta :
- Piero Maria Rossi : Charlie
- Quinto Gambi : hippie
- Ada Pometti : féministe